# 2016년 아체 지진
2016년 아체 지진은 2016년 12월 7일 오전 5시 3분 인도네시아 아체 주에서 일어난 규모 6.5의 지진이다. 이 지진으로 최소 97명이 숨지고, 수 백명이 부상을 입는 등 피해가 속출하였다. 미국 지질조사국(USGS)에 따르면 진앙은 아체 주의 주도 반다아체에서 동쪽 88km 떨어진 시글리 마을 인근 해안으로 파악됐다.

## 같이 보기
- 인도네시아의 지진 목록